# Teinobasis bradleyi
Teinobasis bradleyi is een libellensoort uit de familie van de waterjuffers (Coenagrionidae), onderorde juffers (Zygoptera).
De wetenschappelijke naam van de soort is voor het eerst geldig gepubliceerd in 1957 door Douglas Eric Kimmins. Ze is genoemd naar J.D. Bradley, die in 1953-54 deze en andere libellensoorten verzamelde op Guadalcanal.